# Afrocarpus mannii
Afrocarpus mannii is een groenblijvende conifeer die afkomstig is van de oerwouden van het eiland Sao Tomé in de Golf van Guinee. Voorheen werd de boom geclassificeerd als Podocarpus mannii. De klein blijvende boom (10–15 meter) groeit op hoogten tussen 1300 en 2000 meter rond de Pico de Sao Tomé, de hoogste berg van het eiland. Het volledige verspreidingsgebied valt binnen de grenzen van het Parque Natural Ôbo. A. mannii is de enige naaktzadige plant op Sao Tomé.